# Can Riera (Vilademuls)
Can Riera és una obra de Vilademuls (Pla de l'Estany) inclosa a l'Inventari del Patrimoni Arquitectònic de Catalunya.

## Descripció
L'element més notable de Can Riera és una pallissa formada per un cos força alt, de planta rectangular i foradat pel sud per un arc alt de punt rodó format per capes successives de totxo posat pla i una final amb els totxos col·locats a sardinell, que arriben fins a l'altura de la coberta, de dues aigües i el carenar orientar en direcció nord/sud. El suport central de la coberta es fa mitjançant un pilar que recolza directament sobre la filada de sardinells de la volta.

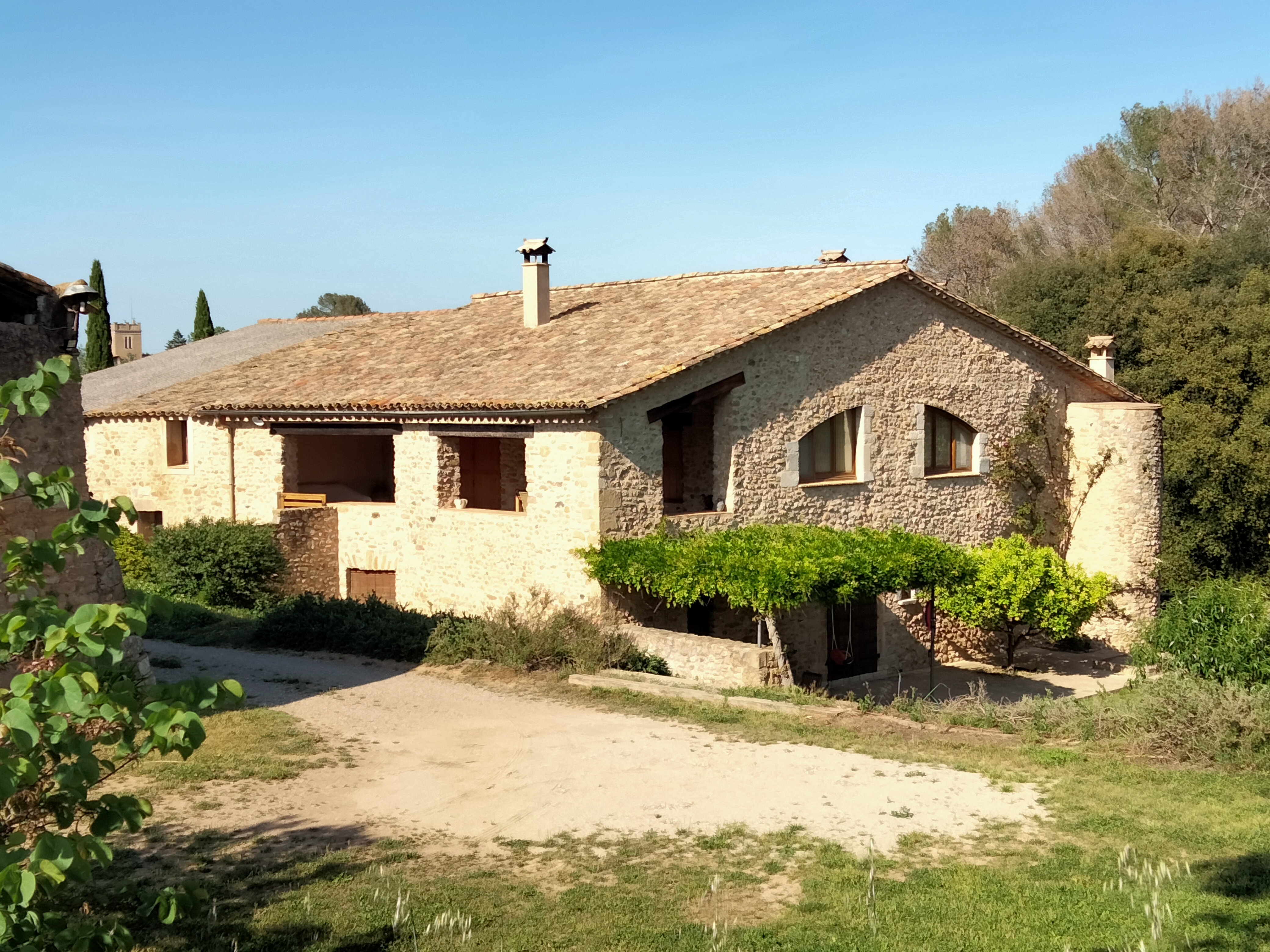
Mas de Can Riera

El mas és d'un cos senzill de planta rectangular i orientat i cobert igual que la pallissa.